# جليزا 3470 b
جليزا 3470 b المشار إليه اختصاراً GJ 3470 b  هو كوكب خارج المجموعة الشمسية مؤكد يقع على بعد 96 سنة ضوئية (30 فرسخ فلكي) تقريباً في كوكبة السرطان أكتشف عام 2012 حول قزم أحمر يسمى جليزا 3470. اكتشف الكوكب في الأصل بأستخدام قياسات السرعة الشعاعية عالية الدقة .GJ 3470 b كوكب عابر يقارب حجمة حجم كوكب أورانوس . وأظهرت عمليات الرصد التي قام بها مقراب سبيتزر الفضائي أن كثافتة منخفضة جدا. 